# Karel Želenský

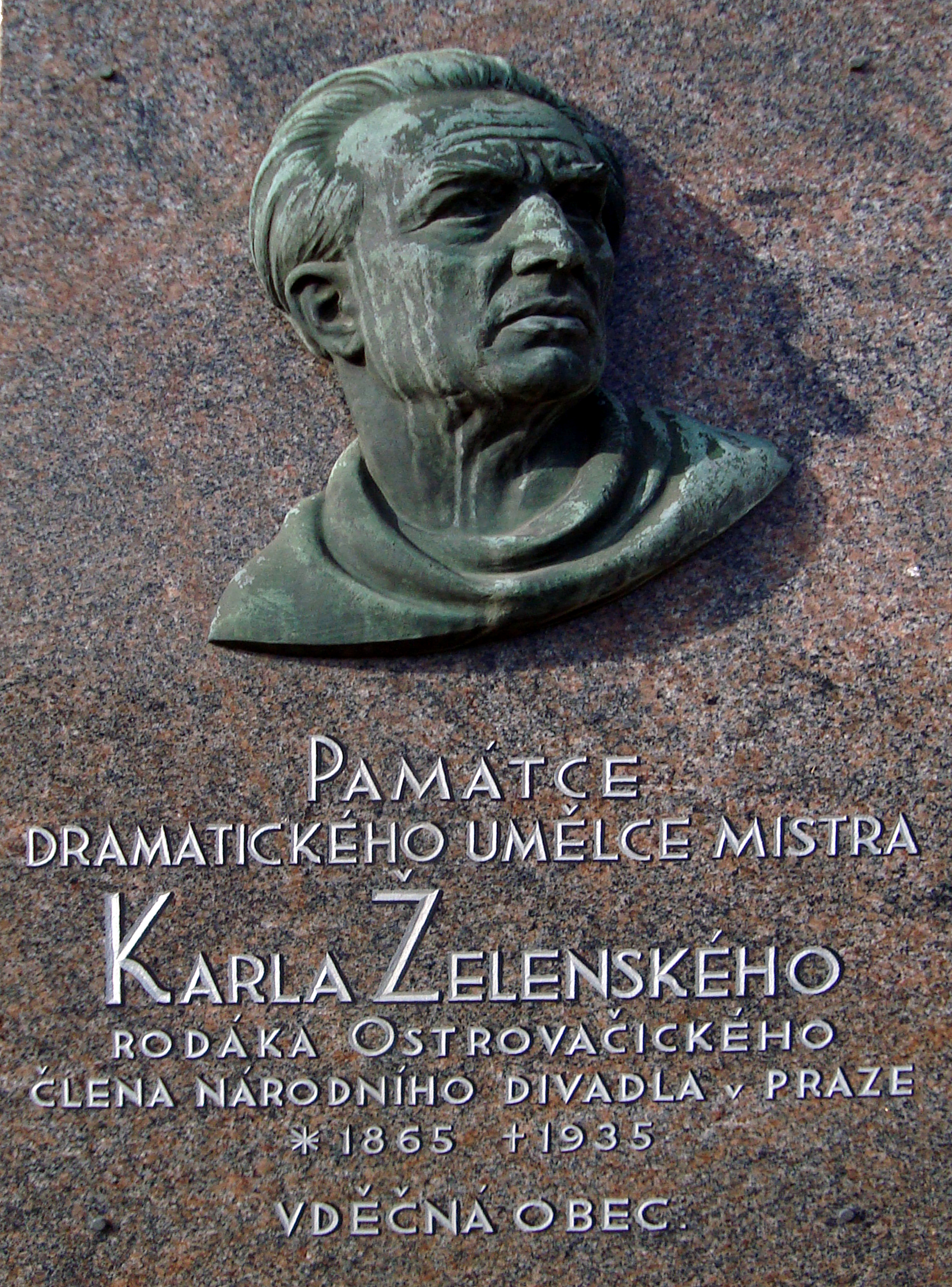
Pamětní deska Karlu Želenskému v Ostrovačicích

Karel Želenský, vlastním jménem Karel Drápal (25. ledna 1865 Ostrovačice – 30. listopadu 1935 Zbraslav u Prahy) byl český herec, režisér, dramatik, divadelní pedagog, překladatel a autor memoárové literatury.

## Život
V Brně se vyučil typografem, v roce 1884 se připojil k Choděrově divadelní společnosti. Postupně vystřídal i další společnosti, např. E. Pokorného, K. Stockého a E. Zöllnerové, kde strávil tři roky. Později hrál v Pištěkově aréně v Praze na Vinohradech, v Národním divadle v Brně (1892–1894), následně v Budilově Městském divadle v Plzni (1894–1896). Do pražského Národního divadla byl doporučen Otýlií Sklenářovou-Malou. Od 1. května 1896 se stal členem činohry ND, kde setrval až do konce roku 1927. Od roku 1916 vykonával v ND rovněž funkci režiséra činohry. Celou dobu jeho působení v Národním divadle provázelo umělecké soupeření s Eduardem Vojanem, který zaujímal v činohře divadla vedoucí místo. Za dobu své činnosti v Národním divadle režíroval Želenský téměř 40 her českých i světových autorů a nastudoval téměř 430 rolí.
Byl také divadelním podnikatelem a mezi lety 1917 až 1919 ředitelem Lidového divadla Deklarace na pražském Žižkově. Zde uvedl cyklus českých her k 35. výročí otevření ND. Po odchodu z Národního divadla vedl vlastní kočovné divadlo, v roce 1931 založil v Praze ve Vršovicích divadelní scénu, nazvanou Jiráskovo divadlo.
Literárně působil jako autor operních libret i písňových textů, psal a z němčiny a angličtiny překládal divadelní hry i prozaická díla. Volně zapsal paměti Jindřicha Mošny Jak jsem se měl na světě (1909), vydal několik memoárových titulů s divadelní tematikou (Vrah a jiné črty z hereckého života, 1903; Na křídlech Ikarových, 1909; O herectví a hercích, 1907; Umělci v županu, 1920; Ze zápisníku hercova, 1925; Komedie hrané i prožité, 1926) a publicisticky přispíval do mnoha časopisů. Vedl soukromou divadelní školu, kam docházeli mimo jiné František Smolík, František Roland  a Jiří Steimar. 

## Vztahy v rodině
Karel Želenský
- Drahoš Želenský + Hana Zieglerová → 1. manželství
  - Ludmila Kalistová (1919–1998) + Karel Kalista (1890–1954)
    - Jana Prachařová (1937) + Ilja Prachař (1924–2005)
      - David Prachař (1959) + Dana Batulková (1958) → 1. manželství
        - Jakub Prachař (1983), Mariana Prachařová (1994)

      - David Prachař (1959) + Linda Rybová (1975) → 2. manželství
        - Rozárie, Josefína, František
- Drahoš Želenský + Milada Želenská, roz. Frýdová (1897–1974) → 2. manželství
  - Karel Želenský (1930–2007)
- Laura Želenská + Karel Třešňák (1896–1955)

## Citát
| „                | V Madame Sans-Gene hrál Lefebra již také jeden z mých nejlepších herců, kterého jsem kdy měl. Byl to Karel Želenský, jeden z prvních herců Národního divadla v Praze. | “ |
| — Vendelín Budil | |   |

## Divadelní hry
- Návrat (1901)
- Pohádka o Kryšpínkovi (1903)
- Teta z Ruska (1903)
- Tažní ptáci (1904)
- U Dušánků (1904)
- Oasa (1909)
- Strana bdělých (1912)
- Kolegyně (1916)
- Slečna Thalie & spol. (1916). Dostupné online
- Kocour v botách (1918)
- Nová Mafie (1926)

## Divadelní režie, výběr
- 1901 Karel Želenský: Návrat, Národní divadlo
- 1904 Karel Želenský: Tažní ptáci, Národní divadlo
- 1915 Karl Schönherr: Ďáblice, Národní divadlo (spolurežie s Vojtou Novákem)
- 1917 Gabriela Preissová: Gazdina roba, Národní divadlo
- 1917 Ladislav Stroupežnický: Naši furianti, Národní divadlo
- 1921 Alois Jirásek: Jan Hus, Národní divadlo
- 1926 Alois Jirásek: Lucerna, Národní divadlo

## Divadelní role, výběr
- 1896 William Shakespeare: Othello, mouřenín benátský, titul. role, Národní divadlo, režie Edmund Chvalovský
- 1897 Julius Zeyer: Doňa Sanča, První host, Národní divadlo, režie Josef Šmaha
- 1901 Karel Želenský: Návrat, Porket, Národní divadlo, režie Karel Želenský
- 1902 William Shakespeare: Macbeth, Macduff, Národní divadlo, režie Jaroslav Kvapil
- 1904 Henrik Ibsen: Divoká kachna, Hjalmar Ekdal, Národní divadlo, režie Jaroslav Kvapil
- 1906 Jaroslav Vrchlický: Noc na Karlštejně, Král Petr, Národní divadlo, režie Florentin Steinsberg
- 1911 Molière: Lakomec, Pan Anselm, Národní divadlo, režie Jaroslav Kvapil
- 1915 Alois Jirásek: Jan Hus, Sigmund, Národní divadlo, režie Jaroslav Kvapil
- 1920 William Shakespeare: Hamlet, Herec, Národní divadlo, režie Karel Mušek
- 1926 Alois Jirásek: Lucerna, Dvořan, Národní divadlo, režie Karel Želenský
- 1927 Henrik Ibsen: Stavitel Solness, Doktor Herdal, Národní divadlo, režie Karel Dostal

## Filmové role
- 1920 Šílený lékař, role: dr.Smith, režie Drahoš Želenský